# Mirlenahalli, Tarikere
Mirlenahalli là một làng thuộc tehsil Tarikere, huyện Chikmagalur, bang Karnataka, Ấn Độ.